# Pig (2021)
Pig is een Brits-Amerikaanse thriller-dramafilm uit 2021, geregisseerd door Michael Sarnoski in zijn regiedebuut. De hoofdrollen worden vertolkt Nicolas Cage, Alex Wolff en Adam Arkin. De film kreeg lovende kritieken van critici, die de richting en thema's prezen, evenals de prestaties van Cage; veel critici noemden het een van de beste uit zijn carrière en als een terugkeer naar vorm voor de acteur.

## Verhaal
Robin "Rob" Feld leeft eenzaam in de wildernis van Oregon en is volledig gelaten. Met zijn grijze haar en een ruige baard gaat hij overdag regelmatig op truffeljacht met zijn varkentje. 's Nachts keren ze terug naar de vervallen hut waar het varken zijn eigen bedje heeft naast Rob. Hij ruilt de truffels in voor goederen bij Amir's, die naam probeert te maken in de restaurantscene in Portland. Rob was vroeger zelf een hippe kok. Voor hem is Amir het enige menselijke contact. Op een nacht breken twee drugsverslaafden het huis van Rob binnen, slaan hem knock-out en stelen zijn varken.
Omdat Rob geen auto heeft, komt hij in contact met Amir, die hem als chauffeur de stad in zou rijden, omdat hij er vrij zeker van is dat hij daar zijn varkentje kan vinden. Rob geeft niets om zijn verwondingen en hij veegt niet eens het bloed van zijn gezicht. Omdat truffels big business zijn in de Portland-restaurantscene en dus ook een goed getraind truffelvarken, beginnen ze hun zoektocht in de chique restaurants van de stad, waar Rob ook voormalige medewerkers van zijn vorige restaurant en concurrent ontmoet.

## Rolverdeling
| Acteur           | Personage           |
| ---------------- | ------------------- |
| Nicolas Cage     | Robin "Rob" Feld    |
| Alex Wolff       | Amir                |
| Adam Arkin       | Darius              |
| Nina Belforte    | Charlotte           |
| Gretchen Corbett | Mac                 |
| David Knell      | Chef Derek Finway   |
| Julia Bray       | Tweakette           |
| Darius Pierce    | Edgar               |
| Elijah Ungvary   | Tweaker             |
| Cassandra Violet | Lorelai "Lori" Feld |

## Productie
In september 2019 werd aangekondigd dat Nicolas Cage en Alex Wolff zich bij de cast van de film hadden gevoegd, waarbij Michael Sarnoski de film regisseerde op basis van een scenario dat hij ook schreef. De belangrijkste opnames begonnen op 23 september 2019 in Portland, Oregon.

## Release en ontvangst
In maart 2020 verwierf Neon de Amerikaanse distributierechten voor de film. Pig ging in première op 16 juli 2021 in de Verenigde Staten. Op Rotten Tomatoes heeft Pig een waarde van 97% en een gemiddelde score van 8,2/10, gebaseerd op 229 recensies. Op Metacritic heeft de film een gemiddelde score van 82/100, gebaseerd op 39 recensies.